# ساندرو فاغنر
ساندرو فاغنر (بالألمانية: Sandro Wagner) (مواليد 29 نوفمبر 1987 في ميونخ - ألمانيا الغربية) لاعب كرة قدم ألماني لعب سابقآ لصالح نادي بايرن ميونخ الألماني منذ 2018 في مركز رأس حربة .
حاليآ مدرب مساعد للمنتخب الألماني

## روابط خارجية
- ساندرو فاغنر على موقع الاتحاد الأوربي (الإنجليزية)
- ساندرو فاغنر على موقع قاعدة بيانات كرة القدم.إي يو (الإنجليزية)
- ساندرو فاغنر على موقع بيانات كرة القدم. دي إي (الألمانية)
- ساندرو فاغنر على موقع ناشيونال فوتبول تيمز (الإنجليزية)
- ساندرو فاغنر على موقع Soccerway.com (الإنجليزية)
- ساندرو فاغنر على موقع عالم كرة القدم.نت (الإنجليزية)
- ساندرو فاغنر على موقع كووورة
- ساندرو فاغنر على موقع AS.com (الإسبانية)